# Singleton (matematică)
În matematică un singleton, cunoscut și sub numele de mulțime cu un singur element, este o mulțime formată din exact un element. De exemplu mulțimea {nul} este un singleton format din doar elementul nul.
Expresia este utilizată și pentru „1-tuplu” (un șir cu un singur element).
Orice mulțime cu număr cardinal diferit de 0 și 1 admite partiția o reuniune de singletoni distincți, elementele mulțimii luate individual.

## Proprietăți
În cadrul sistemului axiomatic Zermelo–Fraenkel, axioma regularității garantează că nicio mulțime nu este un element al ei însăși. Aceasta implică faptul că un singleton este în mod necesar distinct de elementul pe care îl conține, astfel încât 1 și {1} nu sunt același lucru, iar mulțimea vidă este diferită de mulțimea care conține doar mulțimea vidă. O mulțime precum {{1, 2, 3}} este un singleton, deoarece conține un singur element (care în sine este o mulțime care nu este un singleton).
O mulțime este un singleton dacă și numai dacă cardinalitatea sa este 1. În definiția numerelor naturale prin teoria mulțimilor a lui von Neumann, numărul 1 este definit ca singletonul {0}.
În teoria axiomatică a mulțimilor, existența singletoanelor este o consecință a axiomei împerecherii: pentru orice mulțime A axioma aplicată lui A și A afirmă existența lui {A, A}, care este același cu singletonul {A, A} (deoarece conține A și nicio altă mulțime, ca element ).
Dacă A este o mulțime oarecare și S este un singleton, atunci există exact o funcție care aplică fiecare element al lui A la singurul element al lui S. Astfel, fiecare singleton este un obiect terminal în categoria mulțimilor.
Un singleton are proprietatea că fiecare funcție de la el la orice mulțime arbitrară este injectivă. Singura mulțime cu această proprietate care nu este un singleton este mulțimea vidă.

## În teoria categoriilor
Structurile construite pe singletoane servesc adesea ca obiecte terminale sau obiecte zero ale diferitelor categorii:
- Declarația de mai sus arată că mulțimile singleton sunt tocmai obiectele terminale din categoria Set. Nicio altă mulțime nu este terminală.
- Orice singleton admite o structură unică de spațiu topologic (ambele submulțimi sunt deschise). Aceste spații topologice singleton sunt obiecte terminale din categoria spațiilor topologice și funcții continue. Niciun alt spațiu nu este terminal în acea categorie.
- Orice singleton admite o structură unică de grup (elementul unic care servește ca element neutru). Aceste grupuri singleton sunt obiecte zero din categoria grupurilor și omomorfisme de grup. Niciun alt grup nu este terminal în acea categorie.

## Definiția prin funcția indicator
Fie S o clasă definită de funcția indicator
{\displaystyle b:X\to \{0,1\}.}
Atunci S se numește singleton dacă și numai dacă există y ∈ X astfel încât pentru orice x ∈ X
{\displaystyle b(x)=(x=y).}

## Definiția dinPrincipia Mathematica
Următoarea definiție a fost introdusă de Alfred North Whitehead și Bertrand Russell
{\displaystyle \iota }‘{\displaystyle x={\hat {y}}(y=x)} Df.
Simbolul {\displaystyle \iota }‘{\displaystyle x} indică singletonul {\displaystyle \{x\}} iar {\displaystyle {\hat {y}}(y=x)} indică clasa obiectelor identice cu {\displaystyle x} adică {\displaystyle \{y:y=x\}}. Aceasta apare ca definiție în introducere, care, pe alocuri, simplifică argumentul din textul principal, unde apare ca propoziție 51.01. Ulterior propoziția este folosită pentru a defini numărul cardinal 1 ca
{\displaystyle 1={\hat {\alpha }}((\exists x)\alpha =\iota }‘{\displaystyle x)} Df.
Adică 1 este clasa singletoanelor. Aceasta este definiția 52.01.